# Tavolara
Tavolara est une île de 5,9 km2 située au nord-est de la Sardaigne en Italie. Elle fait partie de la municipalité d'Olbia dans la sous-région de Gallura. Elle est, depuis le milieu du XIXe siècle, le siège d'une micronation autoproclamée baptisée Royaume de Tavolara (Rennu de Taulara, en sarde).

## Description
Île calcaire longue de 6 km pour 1 km de large, elle est située au sud-est du golfe d'Olbia dans la province de Sassari dont elle dépend, non loin également des îles de Molara et Molarotto.

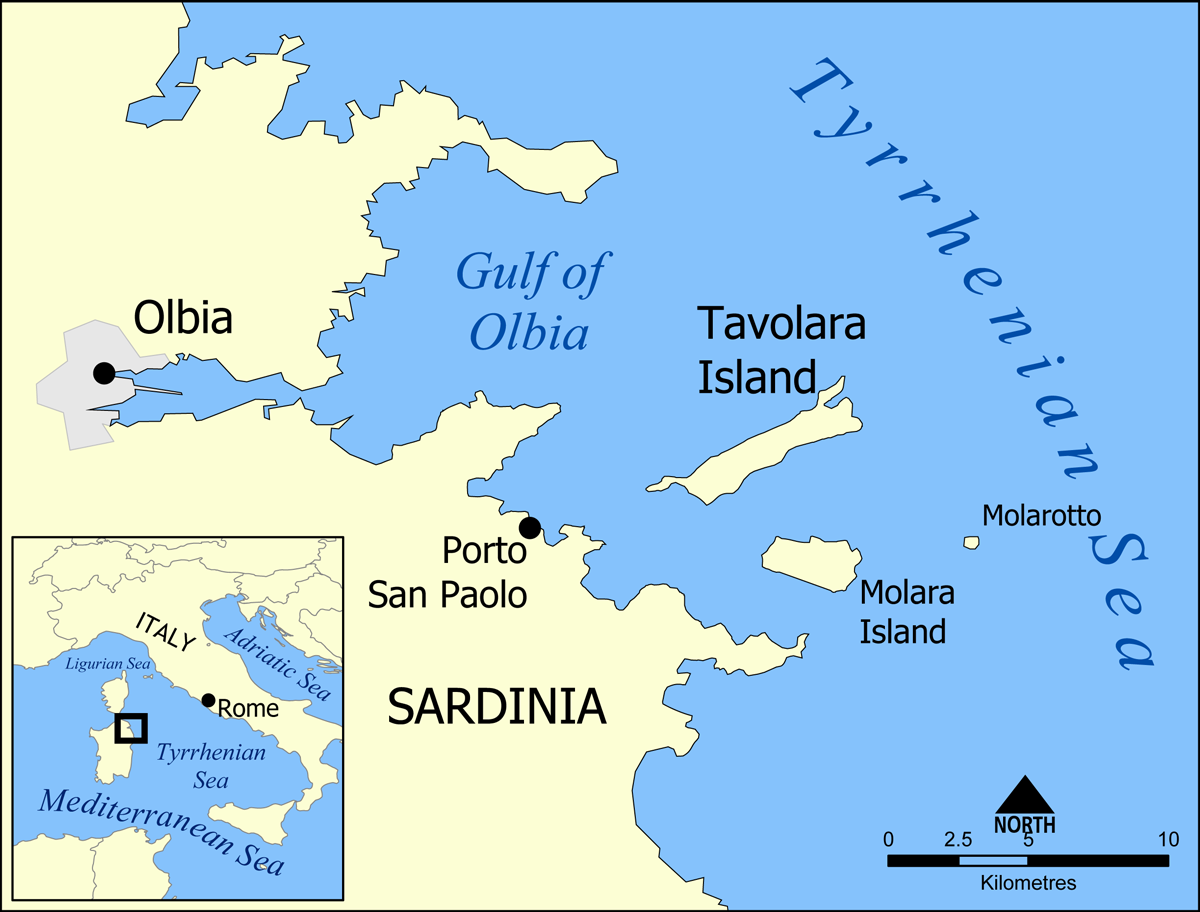
Localisation de Tavolara

Cernée de falaises abruptes sauf aux extrémités où on trouve des plages blotties au fond d'anses, comme Spalmatore di Fuori au nord-est et Spalmatore di Terra au sud-ouest, son relief est cependant élevé puisqu'elle culmine à 565 mètres d'altitude avec le Monte Cannone.
Tavolara n'est aujourd'hui peuplée que d'une poignée d'habitants, sa localité principale est La Punta del Canone. En 1962, l'essentiel de sa population a été déplacée, à la suite de la construction d'une station radio de l'OTAN sur sa partie orientale dont l'accès est d'ailleurs toujours réservé au personnel militaire.
L'île et les eaux environnantes font partie de la réserve marine de Tavolara - Punta Coda Cavallo créée en 1997. Les règles de protection de l'environnement instituées dans le parc s'ajoutent aux restrictions d'utilisation de l'espace pour le tourisme.
Une colonne de roche naturelle sur la côte de l'île constitue une des curiosités naturelles puisqu'elle ressemble à une figure humaine et est connue sous le nom  de « sentinelle de pierre » ou « rocher du pape ». Parmi les autres formations de pierre, on note l'« arc d'Ulysse » (une arche naturelle) et la « grotta del Papa » (« grotte du pape », une cavité accessible par la mer et offrant un exemple d'art pariétal datant du Néolithique),.

## Histoire
L'île est connue depuis l'Antiquité sous le nom d'Hermea. Selon une tradition, c'est ici que le pape Pontien fut condamné à l'exil et mourut en 235.
Par la suite, elle servira de repaire pour les navires arabes qui ravagèrent les côtes durant les années 848-849.
Joachim Murat a visité Tavolara en 1815 lors de sa tentative de regagner le royaume de Naples . A cette époque, l'île était inhabitée.

## Le Royaume de Tavolara
| Le Royaume de Tavolara                                    |                                              |
| Le Royaume de Tavolara (1836-1934) Regno di Tavolara (it) |                                              |
| Blason de Le Royaume de Tavolara(1836-1934)               | Drapeau de Le Royaume de Tavolara(1836-1934) |
| Administration                                            |                                              |
| Territoire revendiqué                                     | L'île de Tavolara                            |
| Statut politique                                          | Micronation                                  |
| Gouvernement                                              | Monarchie constitutionnelle                  |
| Roi Mandat                                                | Paolo II 1927-1934                           |
| Régente Mandat                                            | Mariangela 1928-1934                         |
| Démographie                                               |                                              |
| Langue(s)                                                 | Italien                                      |
| Géographie                                                |                                              |
| Coordonnées                                               | 40° 54′ 22″ nord, 9° 42′ 48″ est             |
| Superficie                                                | 5 km2                                        |
|                                                           |                                              |
| modifier                                                  |                                              |

Tavolara n'entre réellement dans l'histoire qu'au XIXe siècle, lorsque la première famille installée sur les lieux, les Bertoleoni en fait un royaume indépendant, l'un des plus petits de la planète.
En effet, jusqu'au milieu des années 1830, Tavolara était inhabitée. Le premier à venir s'y installer est un berger corso-gênois du nom de Giuseppe Bertoleoni (né en 1778),. En 1836, roi Charles-Albert de Sardaigne rencontre Giuseppe et lui aurait accordé le titre de roi de Tavolara,. Son fils, Paolo, qui lui succède en 1845, aurait obtenu un document officialisant le royaume quelques années après, document qui a depuis disparu.  
Paolo II succéda à son père en 1927 ou 1928, mais dut céder la régence à sa tante Mariangela pendant quelques années durant lesquelles Paolo était à l'étranger. À la mort de Mariangela en 1934, l'Italie se déclara héritière du royaume de Tavolara.
Paolo II revendique la souveraineté perdue de son royaume, jusqu'à sa mort en 1962, qui vit la même année l'installation de la station radio de l'OTAN sur son territoire.
Carlo II, son fils, continue à revendiquer le trône ; il meurt en 1993 à Capo Testa en Sardaigne. C'est aujourd'hui son frère cadet, Antonio (dit « Tonino »), propriétaire du restaurant Da Tonino (sa sœur la princesse Maddalena possède également le restaurant voisin La Corona) qui assure, en quelque sorte, la pérennité de l'esprit monarchique de la famille Bertoleoni. En 2002, après le retour d'exil de Vittorio Emanuele, fils du dernier roi d'Italie Humbert II, Tonino fit appel à lui afin que la souveraineté du royaume de Tavolara soit de nouveau reconnue, mais en vain.

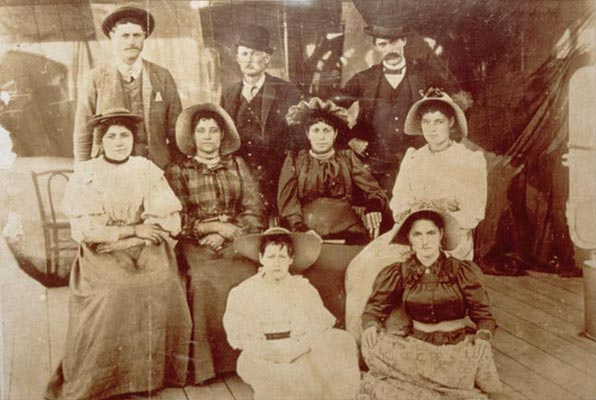
La Famille de Carlo Bertoleoni vers 1900.
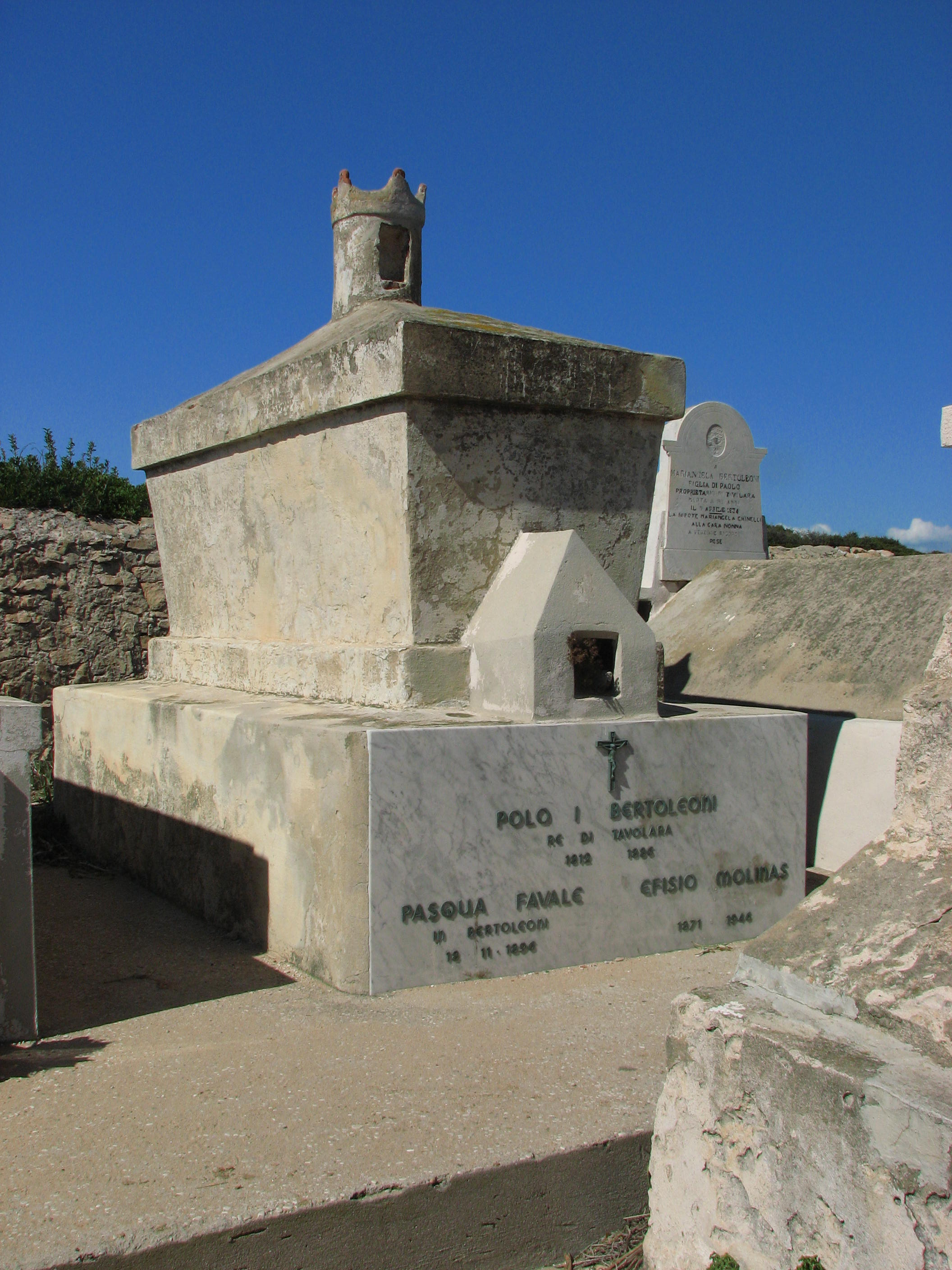
La tombe royale de  Paolo I.